# Петабайт
Петаба́йт (ПБ, Пбайт) — единица измерения количества информации, равная 1015 (квадриллион) байт.
Для обозначения величины в 250 байт, или 1024 тебибайтов, используется единица измерения пебибайт, утверждённая в 1999 году к применению в таком виде Международной электротехнической комиссией (МЭК).

## Международная электротехническая комиссия
МЭК считает, что приставку «пета-» нужно использовать для обозначения величины 1015, а для множителя 250 необходимо использовать двоичную приставку «пеби-».
Таким образом, согласно МЭК, 1 ПБ = 1015 Б, а 1 ПиБ = 250 Б.